# Domain model
In informatica, il termine inglese domain model (letteralmente: «modello di dominio (o ambito, disciplina)») denota un modello concettuale di un sistema.
Un domain model descrive le varie entità che fanno parte o hanno rilevanza nel sistema e le loro relazioni.
I domain model sono utili per mettere a fuoco i concetti fondamentali di un sistema e definire un vocabolario specifico per il sistema.
Un importante merito dei domain model è quello di fornire a tutti coloro che devono lavorare su un sistema una base comune di concetti su cui ragionare e una terminologia condivisa rigorosa e specifica.
Tali modelli danno una descrizione della struttura (quindi una descrizione statica) del sistema, ma possono essere integrati da descrizioni dinamiche per mezzo ad esempio di modelli basati su use case UML.